# Deux bombes, un satellite
Tout ou partie de cet article  est issu de la traduction de l'article sous licence CC-BY-SA « (zh) 兩彈一星 ».
Consultez l'historique de la page originale pour connaître la liste de ses auteurs. 

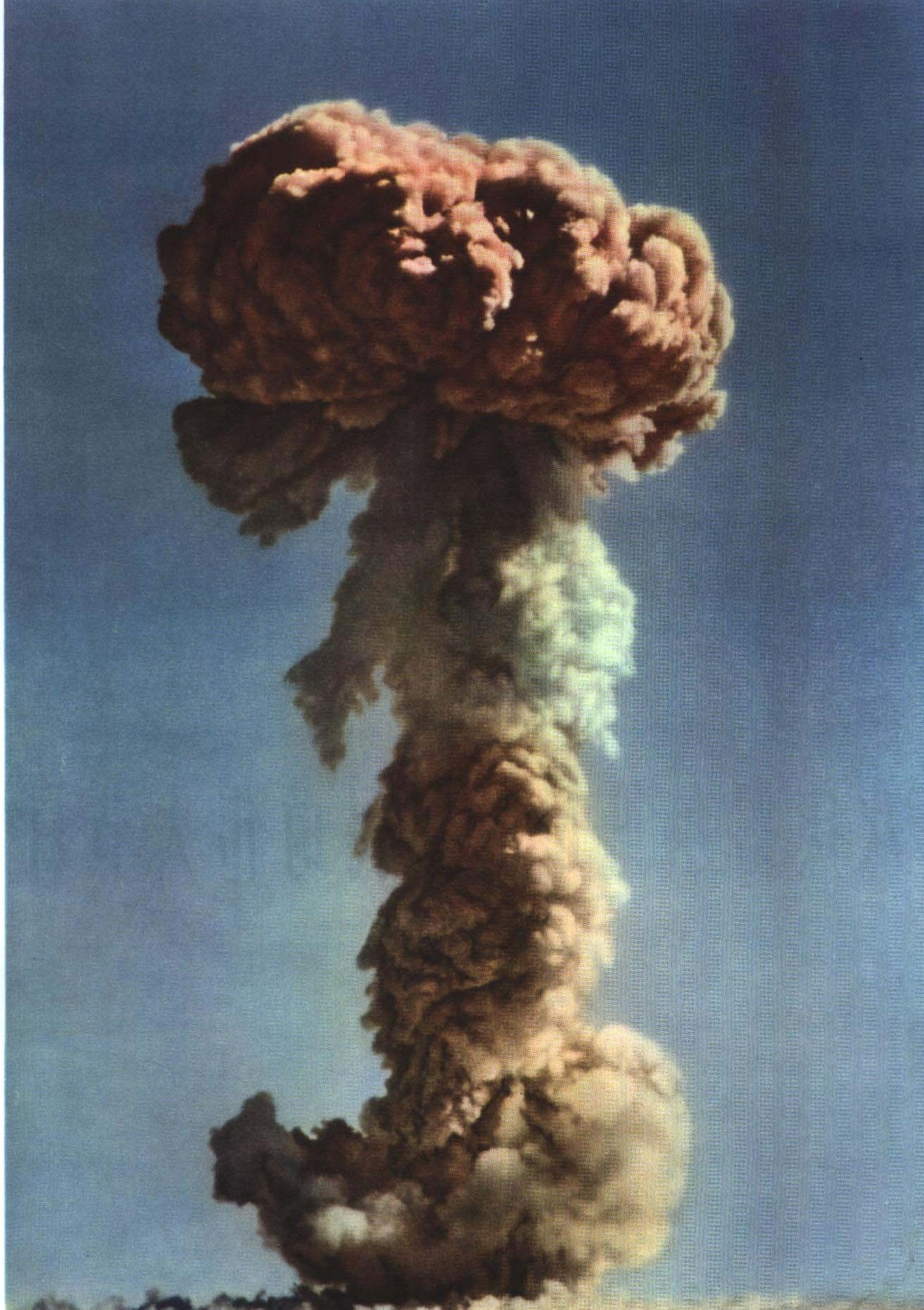
La première bombe atomique chinoise (1964)

Deux bombes, un satellite (en chinois : 两弹一星 ; pinyin : Liǎngdàn Yīxīng) était l'un des premiers projets nucléaires et spatiaux de la République populaire de Chine. « Deux bombes » fait référence à la bombe atomique (et plus tard à la bombe à hydrogène) et au missile balistique intercontinental (ICBM), tandis que « un satellite » fait référence au satellite artificiel,,. La Chine a réussi à faire exploser sa première bombe atomique (Projet 596) en 1964, en la combinant avec un missile sol-sol (Dongfeng-2) en 1966, et a réussi à faire exploser sa première bombe à hydrogène (Test n° 6) en 1967,. En 1970, la Chine a lancé avec succès son satellite (Dong Fang Hong I) vers l'espace,.

## Historique
La bombe atomique est un tigre de papier utilisé par les réactionnaires américains pour effrayer les gens. Bien sur, la bombe atomique est une arme de meurtre de masse, mais c'est le peuple, pas une ou deux nouvelles armes, qui détermine la victoire dans une guerre.- Mao Zedong, à la journaliste Anna Louise Strong, août 1946.

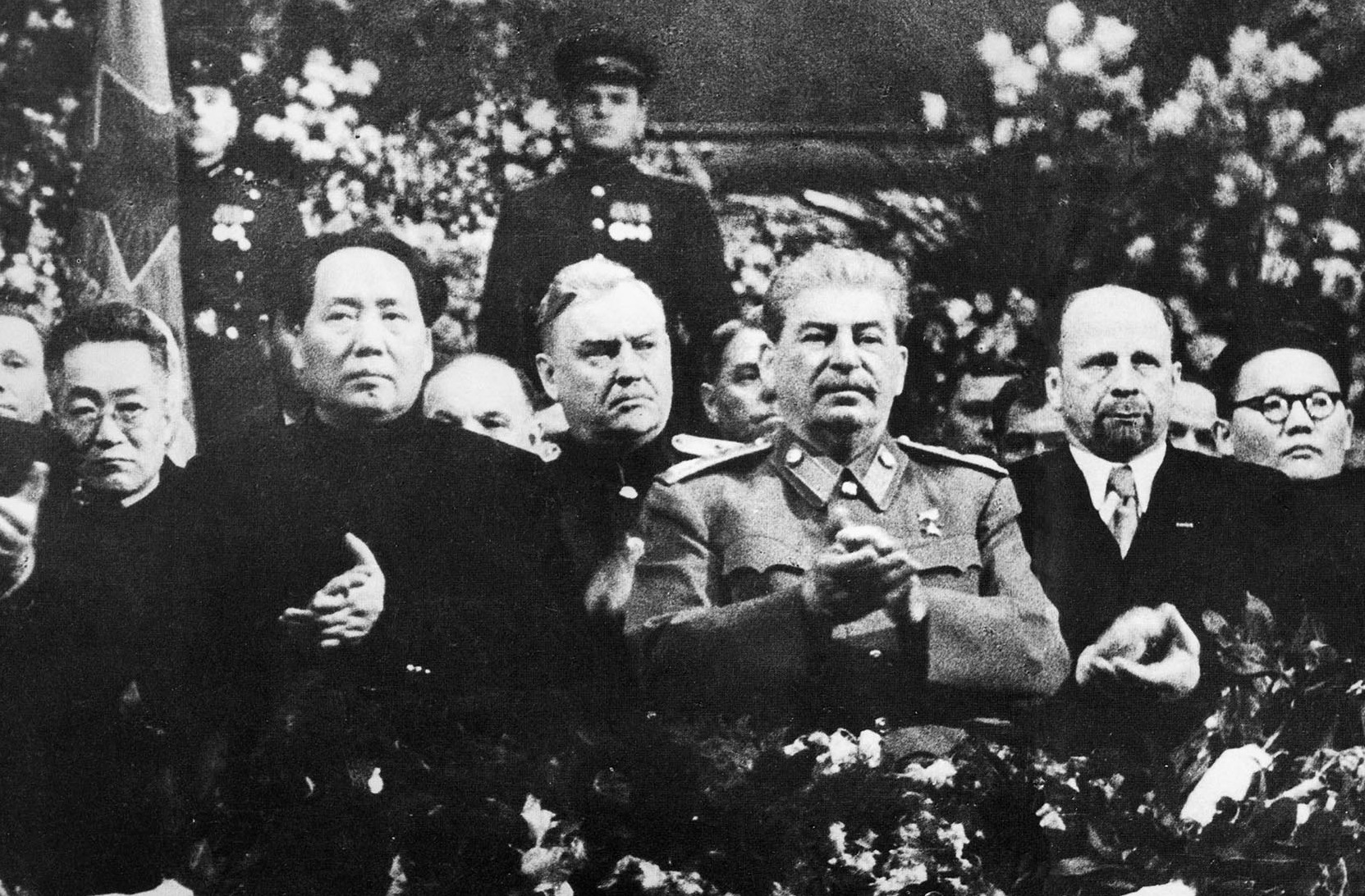
En décembre 1949, Mao Zedong se rend à Moscou pour l'anniversaire de Staline.

Le 2 octobre 1949, la République Populaire de Chine est reconnue par l'URSS. À la fin de l’année, Mao Zedong préside une délégation en Union-soviétique et négocie le pacte sino-soviétique. Mao demande l'aide de l'Union soviétique pour développer une bombe atomique mais Staline lui répond qu'il peut fournir un parapluie nucléaire à la Chine à la place. L'URSS vient alors de réaliser son premier essai nucléaire mais dispose d'un arsenal très limité.
À la fin octobre 1950, durant la Guerre de Corée, la Chine envoie les troupes de l'Armée des volontaires du peuple chinois venir en aide à l’armée nord-coréenne refoulée à sa frontière. Le 5 novembre 1950, alors que les troupes des Nations-Unies sont en difficultés, l’État-major américain envisage le bombardement atomique des bases militaires chinoises en Mandchourie et le président Truman ordonne le déploiement de bombardiers et de neuf bombes nucléaires Mark 4 sur la base navale de Guam. Le 6 décembre, le général américain Douglas MacArthur élabore des stratégies employant des frappes nucléaires pour stopper les troupes chinoises et nord-coréennes si elles avançaient trop en Corée du Sud. Entre octobre 1951 et juin 1952, l'US Air Force entraîne ses bombardiers B-29 au largage de bombes nucléaires (factices) sur des cibles en Corée du Nord depuis la base navale de l’île d'Okinawa. Cette opération, nommée Hudson Harbor, cherche à intimider les forces communistes mais révèle que les bombes seraient tactiquement inefficaces contre l’infanterie dans la situation coréenne. Le chantage nucléaire utilisé par les États-Unis aurait encouragé les décideurs chinois à acquérir des armes nucléaires.

### Phase précoce

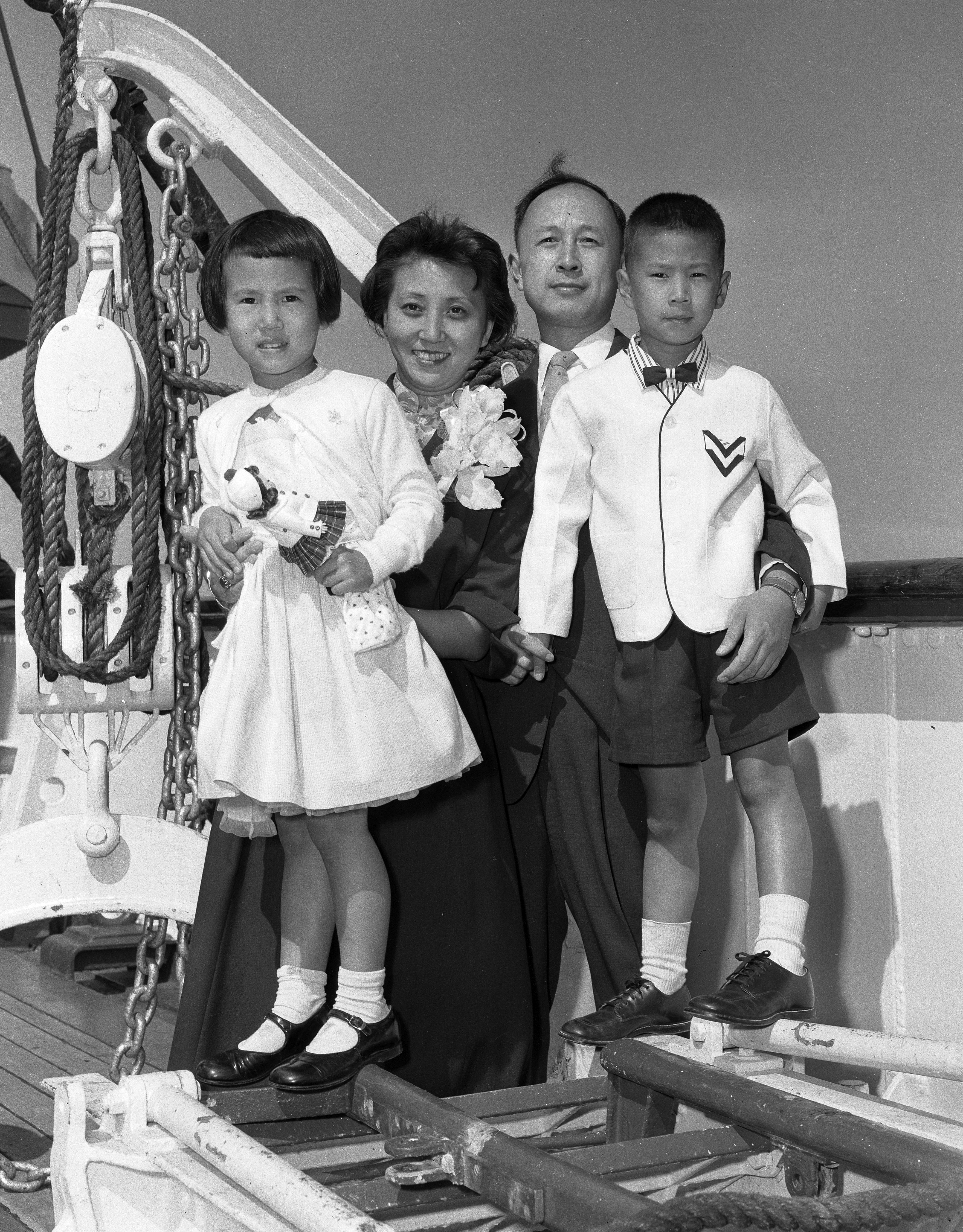
Qian Xuesen et sa famille sont échangés en 1955 par la Chine contre des prisonniers de guerre américains de la Guerre de Corée.

Dans les années 1940 et 1950, un certain nombre d'éminents scientifiques travaillant en occident retournent en Chine continentale, en particulier durant la seconde Peur rouge, notamment Qian Sanqiang en 1948, depuis la France, Deng Jiaxian, depuis les États-Unis et Qian Xuesen en 1955, cofondateur du Jet Propulsion Laboratory,,. 
En 1952, pendant la Guerre de Corée, la Chine répète sa demande d'aide à l'Union soviétique pour construire des armes nucléaires mais cette dernière lui refuse, obligeant les dirigeants chinois à abandonner l'idée d'inclure le développement de ces armes dans le premier plan quinquennal. Après la mort de Staline, Mao Zedong réitère la demande auprès du nouveau leader soviétique, Nikita Khrouchtchev, lors du déplacement de ce dernier en Chine en octobre 1954. Khrouchtchev accepte que son pays aide la Chine a développer un réacteur nucléaire expérimental et augmente l'aide à la Chine qui devient considérable. Sept pour cent du PIB soviétique y sont consacrés entre 1954 et 1959.

En 1955, des réserves d'uranium sont découvertes dans le sud du pays, au Guangxi. Le 8 octobre 1956, le Cinquième Institut de Recherche du Ministère de la Défense Nationale, premier organisme de recherche dédié aux missiles balistiques de la République populaire de Chine, est crée. Il est suivi, en Novembre, par le Troisième Ministère de L'industrie Mécanique pour prendre en charge le développement de l’énergie nucléaire. Des experts soviétiques sont mis à disposition pour préparer un plan de développement scientifique et technologique de 12 ans.

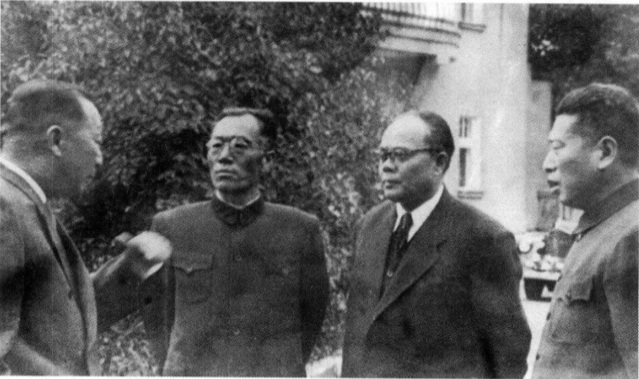
Nie Rongzhen (à gauche), Wan Yi, Li Qiang, Song Ren-poor à Moscou (1957).

L’année suivante, des physiciens soviétiques arrivent en Chine pour épauler Qian Sanqiang à l’Académie des Sciences. En juin, Khrouchtchev, mis en difficulté lors de l'affaire du groupe anti-parti, dépêche le diplomate Mikoyan en Chine pour obtenir le soutien du Comité central du Parti communiste Chinois. Mao accepte en échange d'une assistance technique plus poussée. En octobre, la Chine et l'URSS signent un accord qui stipule que les soviétiques fourniront une aide aux industries aéronautiques et nucléaires chinoises. Les efforts se concentrent sur les missiles. Dans le cadre des accords de coopération, l'URSS vend des missiles R-1, puis cède à la Chine, en décembre 1957, la licence de construction du missile à courte portée R-2.

En mai 1958, Mao Zedong annonce officiellement le programme « Deux bombes, un satellite ». La construction d'un centre de recherches dédiés aux armes nucléaires, la « cité atomique de la mer bleue » ou « Usine 221 », débute au bord du lac Qinghai.
Il y a aussi la bombe atomique et j'entends que c'est une chose si importante que sans elle les gens disent que vous ne comptez pas. Donc faisons le. Des bombes atomiques, des bombes à hydrogène et des missiles intercontinentaux, je pense que c'est tout à fait possible en une décennie .

- Mao Zedong, réunion de la Commission Militaire du PCC, le 21 juin 1958.

### Rupture sino-soviétique
Le 31 juillet 1958, lors de sa visite, Khrouchtchev réitère que la Chine n'a pas besoin d'armes nucléaires. La rupture sino-soviétique, en gestation depuis les politiques de déstalinisation et de coexistence pacifique de l'URSS que critique Mao, s’accroît.
Le 30 août, le premier réacteur nucléaire expérimental Chinois, construit à Beijing, démarre. Le même mois, le groupe 581 de l’Académie des Sciences se donne pour objectif de placer un satellite artificiel en orbite en développant un missile balistique à portée intermédiaire qui servirait de premier étage pour un lanceur. La construction de la base de lancement de Jiuquan, à la limite du désert de Gobi, est décidée.
La « Campagne anti-droitiste », lancée en 1957, entraîne la persécution de 550,000 intellectuels, parmi eux Qian Sanqiang. Elle est suivie du Grand Bon en avant, lancé en 1958, qui entraîne des dizaines de millions de morts dans la Grande Famine chinoise. 
En juin 1959, l'Union soviétique suspend la livraison de matières fissiles, d'un prototype de bombe nucléaire et des plans du missile R-12 au programme chinois dans le cadre de négociations avec les États-Unis et le Royaume-Uni portant sur l'interdiction des essais nucléaires. Le 16 octobre, Lob Nor est choisi comme site d'essais nucléaires.
Fin juin 1960, Khrouchtchev critique publiquement la politique du « Grand Bon en avant » puis annonce qu'il va rapatrier les 1,390 experts soviétiques travaillant en Chine. Au premier septembre, 1,343 contrats d'assistance technique sont annulés et 257 projets de coopération scientifiques sont suspendus.
Cette série de difficultés entraîne un désaccord entre les hauts fonctionnaires sur la question de savoir si la Chine doit poursuivre le programme « deux bombes, un satellite ». Le maréchal Nie Rongzhen est fermement en faveur de sa continuation. Le 17 novembre 1962, un comité spécial dirigé par le Premier ministre Zhou Enlai devient responsable des programmes militaires prioritaires et choisi de poursuivre le programme,.
En Juillet 1963, le président américain John F. Kennedy essai de persuader Khrouchtchev d'agir conjointement contre le programme Chinois. En Septembre de la même année, durant la visite du Secrétaire à la défense de la République de Chine, Chiang Ching-kuo, rencontre Kennedy et discute de la possibilité d'envoyer des parachutistes pour attaquer les installations nucléaires du continent. En 1964, à la veille du premier essai nucléaire chinois, le successeur de Kennedy, Lyndon Johnson, envisage les contre-mesures possibles, parmi lesquelles une attaque préventive, menée conjointement avec l'URSS, des installations nucléaires chinoises.

### Dates clés

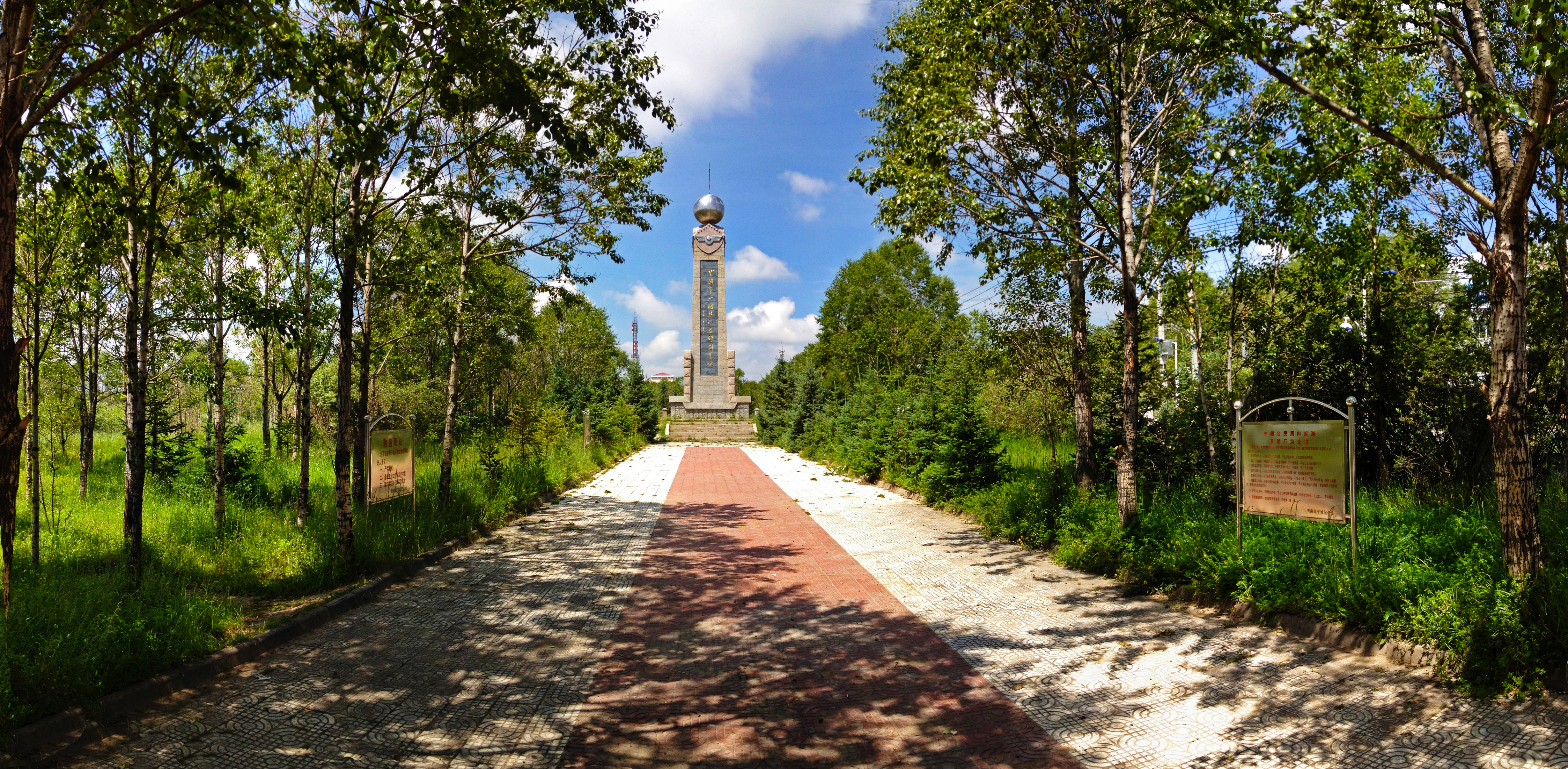
Le monument de la dénotation atomique réussie au Qinghai.

- Le 16 octobre 1964, la première bombe atomique chinoise a explosé avec succès à Lop Nur (nom de code « Projet 596 »), faisant de la Chine le cinquième pays au monde à posséder des armes nucléaires[2],[4].
- Le 27 octobre 1966, le premier missile sol-sol chinois (Dongfeng-2) transportant une bombe nucléaire a été lancé avec succès et a explosé[4],[13].
- Le 17 juin 1967, la première bombe à hydrogène de la Chine a explosé avec succès à Lop Nur (nom de code « Test n° 6 »)[2].
- Le 24 avril 1970, le premier satellite chinois (Dong Fang Hong I) a été lancé avec succès dans l'espace, faisant de la Chine la cinquième nation à mettre un vaisseau spatial en orbite à l'aide de sa propre fusée[14].

### L'impact de la révolution culturelle

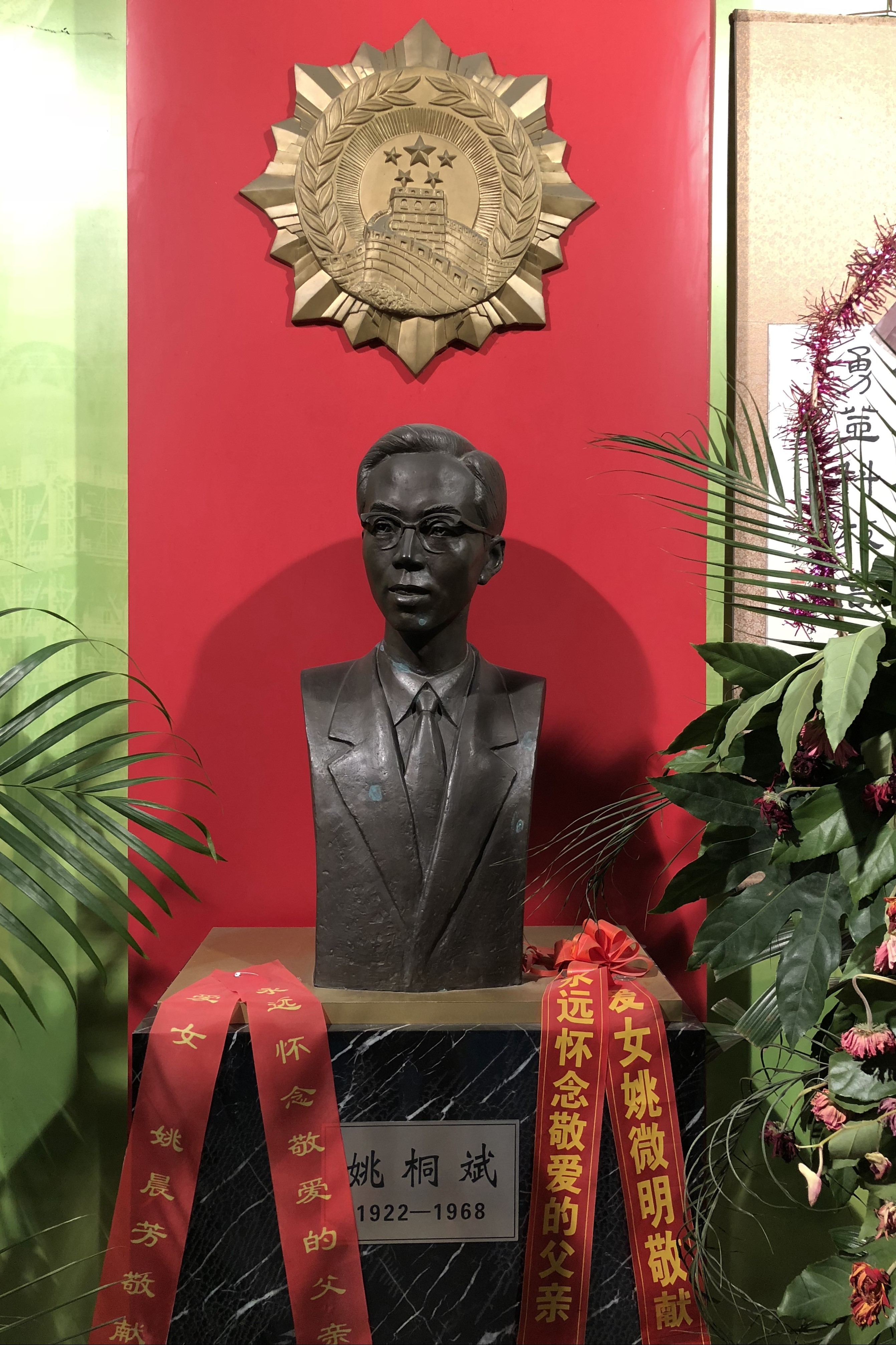
Yao Tongbin, éminent spécialiste chinois des missiles qui a été battu à mort pendant la Révolution culturelle, a été reconnu comme un « marytr » pendant la période Boluan Fanzheng.

En 1966, Mao Zedong a lancé la révolution culturelle et les intellectuels ont été largement persécutés. En 1968, parmi les principaux scientifiques qui ont travaillé sur le programme « deux bombes, un satellite », Yao Tongbin (en) a été battu à mort et Zhao Jiuzhang (en) s'est suicidé,, tandis que Guo Yonghuai (en) a été tué dans un accident d'avion.
En septembre 1971, plus de 4 000 membres du personnel du centre nucléaire chinois de Qinghai étaient persécutés. Plus de 310 d'entre eux étaient handicapés de façon permanente, plus de 40 personnes se sont suicidées et cinq ont été tuées.
De nombreux chercheurs issus de l'enseignement à l'étranger (en particulier des États-Unis et du Royaume-Uni) étaient considérés comme des « espions ». Seuls quelques scientifiques, dont Qian Xuesen, étaient protégés pendant la Révolution en raison d'une liste spéciale établie par le premier ministre Zhou Enlai (approuvée par Mao) en août 1966.

## Hommages postérieurs
Après la révolution culturelle, Deng Xiaoping est devenu le nouveau chef suprême de la Chine et a lancé le programme « Boluan Fanzheng ». Des scientifiques et d'autres intellectuels ont été réhabilités et, en particulier, Yao Tongbin a été honoré en tant que « martyr ». Deng a souligné que les connaissances et les personnes talentueuses doivent être respectées et que la mauvaise pensée d'intellectuels irrespectueux doit être combattue.
En 1986, quatre scientifiques éminents qui avaient travaillé sur le programme « deux bombes, un satellite » ont proposé à Deng que la Chine stimule le développement de technologies avancées. Après l'approbation de Deng, le « programme 863 » a été lancé.
En 1999, vingt-trois scientifiques qui avaient apporté une contribution importante au programme « deux bombes, un satellite » ont reçu le prix Achievement (en chinois: “两弹一星”功勋奖章),.

## Infrastructures
| Lieu                              | Nom                               | Date de mise en service                                                        | Date d'arrêt                                                                   | Capacité initiale                                                              | Capacité amélioré                                                              | Production totale                                                              | Type                                     |
| Usines d'enrichissement d'uranium | Usines d'enrichissement d'uranium | Usines d'enrichissement d'uranium                                              | Usines d'enrichissement d'uranium                                              | Usines d'enrichissement d'uranium                                              | Usines d'enrichissement d'uranium                                              | Usines d'enrichissement d'uranium                                              | Usines d'enrichissement d'uranium        |
| --------------------------------- | --------------------------------- | ------------------------------------------------------------------------------ | ------------------------------------------------------------------------------ | ------------------------------------------------------------------------------ | ------------------------------------------------------------------------------ | ------------------------------------------------------------------------------ | ---------------------------------------- |
| Lanzhou, Gansu                    | Usine 504                         | 1964                                                                           | 1979                                                                           | 20,000 UTS/an                                                                  | 180,000 UTS/an                                                                 | 6 tonnes                                                                       | Diffusion gazeuse                        |
| Heping, Jinkouhe,Sichuan          | Usine 814                         | 1975                                                                           | 1987                                                                           | 100,000 UTS/an                                                                 | 230,000 UTS/an                                                                 | 14 tonnes                                                                      | Diffusion gazeuse                        |
| Réacteurs plutonigènes            |                                   |                                                                                |                                                                                |                                                                                |                                                                                |                                                                                |                                          |
| Jiayuguan, Gansu                  | Usine 404                         | Octobre 1966                                                                   | Novembre 1986                                                                  | 250 MWt                                                                        | 300 MWt                                                                        | 1,8 à 2,6 tonnes                                                               | Réacteur à eau légère modéré au graphite |
| Guangyuan, Sichuan                | Usine 821                         | Décembre 1973                                                                  | 1987                                                                           | 250 MWt                                                                        | 325 MWt                                                                        | 1,4 à 2,6 tonnes                                                               | Réacteur à eau légère modéré au graphite |

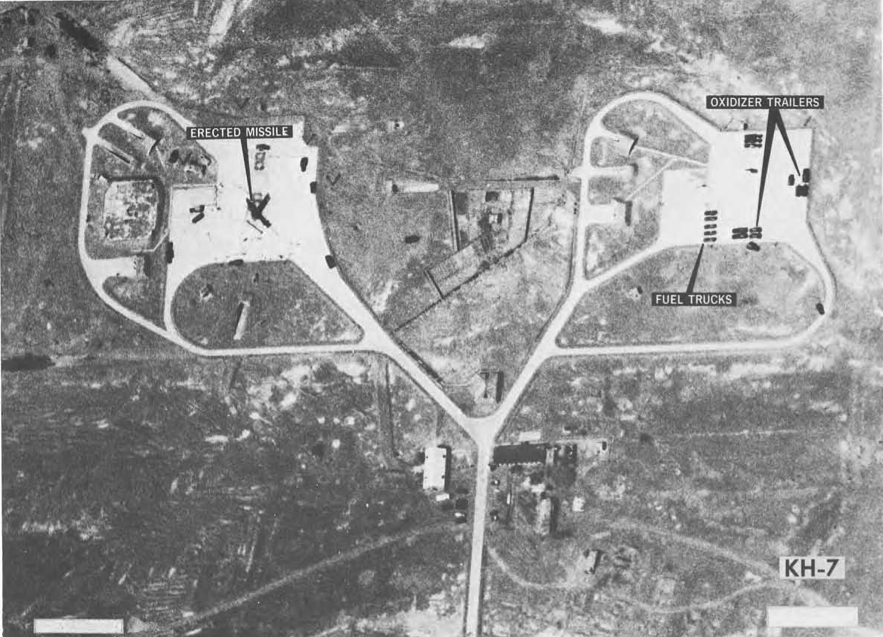
L'aire de lancement 5020 de la base de Jiuquan vu par un satellite KH-7 (1967).

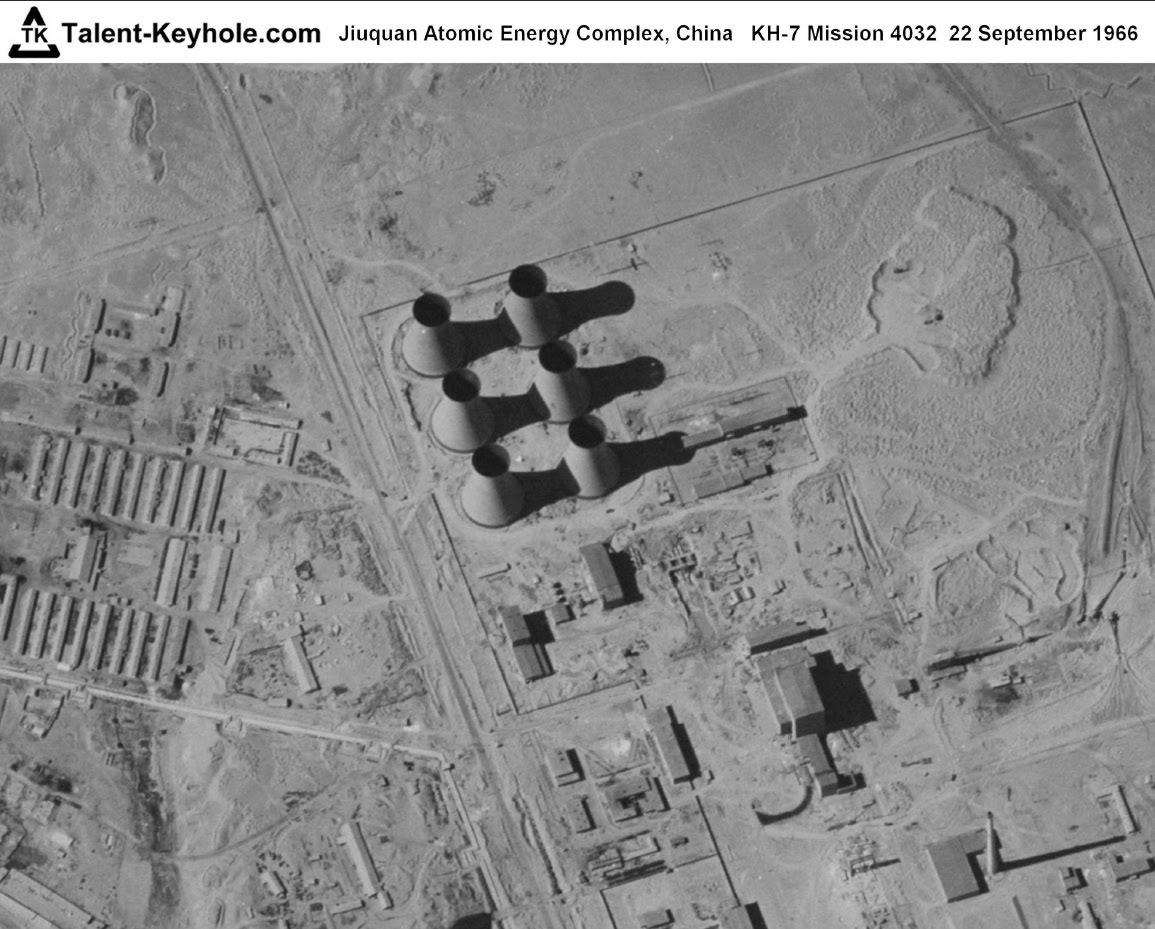
Le réacteur plutonigène de Jiayuguan en construction (usine 404), vu par un satellite espion américain KH-7 (1966).

| Fuling, Chongqing                 | Usine 816                         | Usine souterraine. Travaux de construction débutés en 1967 et annulés en 1984. | Usine souterraine. Travaux de construction débutés en 1967 et annulés en 1984. | Usine souterraine. Travaux de construction débutés en 1967 et annulés en 1984. | Usine souterraine. Travaux de construction débutés en 1967 et annulés en 1984. | Usine souterraine. Travaux de construction débutés en 1967 et annulés en 1984. | Réacteur à eau légère modéré au graphite |
| Xihai, Haiyan                     | Usine 221                         | 1958                                                                           | 1995                                                                           | Centre de recherches                                                           | Centre de recherches                                                           | Centre de recherches                                                           | Centre de recherches                     |
| Lob Nor, Xinjiang                 |                                   | 1964                                                                           | 1996                                                                           | Site d'essais nucléaires                                                       | Site d'essais nucléaires                                                       | Site d'essais nucléaires                                                       | Site d'essais nucléaires                 |

| Nom                                    | Date de mise en service                | Date du retrait du service             | Date du premier lancement réussi       | Type                                                                        |
| Base de lancement de fusées de Jiuquan | Base de lancement de fusées de Jiuquan | Base de lancement de fusées de Jiuquan | Base de lancement de fusées de Jiuquan | Base de lancement de fusées de Jiuquan                                      |
| -------------------------------------- | -------------------------------------- | -------------------------------------- | -------------------------------------- | --------------------------------------------------------------------------- |
| Zone 3, Pas de tir 158                 | 1960                                   | 1974                                   | 1 septembre 1960                       | Pas de tir des R-2, DF-1 et DF-2                                            |
| Zone 2, Pas de tir 5020                |                                        | 1971                                   | 26 décembre 1966                       | Pas de tir des DF-3, DF-4 et CZ-1                                           |
| Missiles ballistiques                  |                                        |                                        |                                        |                                                                             |
| Dong Feng-1                            |                                        | années 1970                            | 5 novembre 1960                        | Version chinoise du R-2 (Projet 581)                                        |
| DF-2                                   | 1970                                   | 1979                                   | 29 juin 1964                           | Missile balistique à moyenne portée                                         |
| DF-3                                   | 1971                                   | 2002                                   | 26 décembre 1966                       | Missile balistique à portée intermédiaire                                   |
| DF-4                                   | 1981                                   | 2005                                   | 16 Novembre 1969                       | Missile balistique intercontinental                                         |
| Lanceur                                |                                        |                                        |                                        |                                                                             |
| Chang Zeng-1 (Longue Marche 1)         | 1970                                   | 1971                                   | 24 avril 1970                          | Lanceur léger dérivé du DF-3. Place le premier satellite chinois en orbite. |